# Benedito Terésio de Carvalho Neto
Benedito Terésio de Carvalho Neto (Canoinhas, 22 de junho de 1931 – Florianópolis, 5 de maio de 2013) foi um farmacêutico e político brasileiro.

## Vida
Filho de Benedito Terésio de Carvalho Júnior e de Gertrudes Carneiro de Carvalho. Casou com Gertrudes Carneiro de Carvalho.

## Carreira
Foi prefeito municipal de Canoinhas.
Foi deputado à Assembleia Legislativa de Santa Catarina na 7ª legislatura (1971 — 1975), eleito pela Aliança Renovadora Nacional (ARENA).